# Nakasatsunai
Nakasatsunai (中札内村, Nakasatsunai-mura) est un village du district de Kasai, situé dans la sous-préfecture de Tokachi, sur l'île de Hokkaidō, au Japon.

## Géographie

### Démographie
Au 30 septembre 2015, la population de Nakasatsunai s'élevait à 3 991 habitants répartis sur une superficie de 292,58 km2.